# فرنسيسكو فاغاردو
فرنسيسكو فاغاردو (بالإسبانية: Francisco Fajardo)‏ هو مستكشف فنزويلي، ولد في 1524 في جزيرة مارغريتا في فنزويلا، وتوفي في 1564 في كومانا في فنزويلا بسبب شنق.

## وصلات خارجية
- فرنسيسكو فاغاردو على موقع الموسوعة البريطانية (الإنجليزية)